# Kruh (pískovcový)

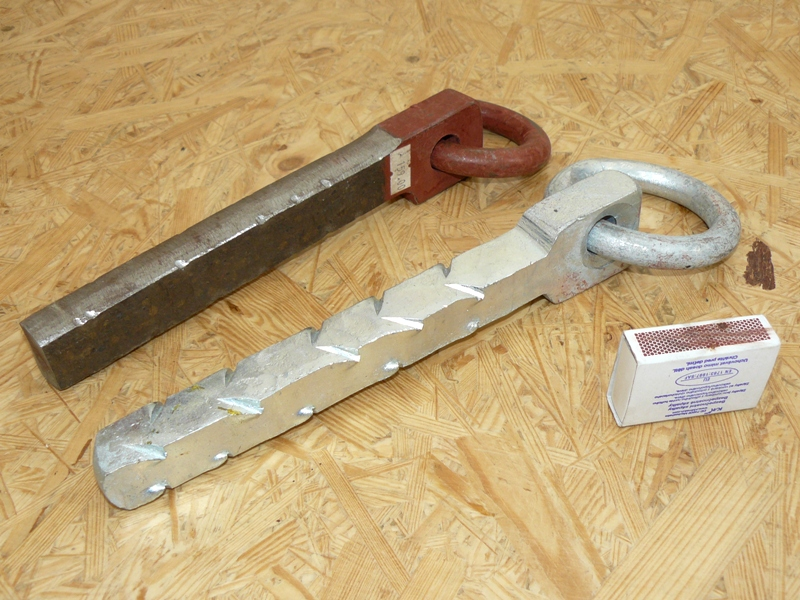
Stěnové pískovcové kruhy

Kruh (pískovcový kruh) je masivní vrtaná skoba používaná horolezci jako fixní jištění zejména v saských a českých pískovcových oblastech. Stěnový kruh se skládá z dříku a svařovaného oka. Používá se pro vytvoření fixního postupového jištění v relativně měkké hornině.
Slaňovací kruh je tvarově odlišný a slouží k dobírání na vrcholcích pískovcových věží a následnému slanění lanového družstva.
O umístění kruhu v nové cestě rozhoduje prvovýstupce, který je povinen současně respektovat pravidla pro pískovcové lezení. Pravidla zakazují (až na vyjmenované výjimky) dodatečné přidávání nebo přemisťování kruhů.
Původní historické kruhy pískovcových průkopníků se osazovaly zatlučením do dřevěného špalíku vsazeného do předem vyvrtaného otvoru ve skále . „Klasická technologie“ spočívá v temování ocelového kruhu v předvrtaném otvoru olovem. Otvor musí být vždy větší, tak aby kruh bylo možné před zatemováním volně vsunout. Jinak vznikají v okolní hornině nebezpečné napěťové trhliny (tzv. pavouk). Otvor („díra“) se vrtá trubkovým vrtákem dostatečného průměru (tzv. „rourákem“) tak, že ústí otvoru je vzhledem k horizontální rovině poněkud výše než dno otvoru. Prvovýstupce vrtá buď z pozice volného lezení (např. stojí na skalní římse) nebo visí ve smyčce, háčku („skyhook“) nebo „navrtáváku“ (navrtávák je malý trubkový vrtáček o průměru cca 8 mm obtížně zavrtávaný z pozice volného lezení). Tato technologie vyhovuje pouze kruhům z rezavějící oceli a je nepoužitelná pro pozinkované nebo nerezové kruhy. Starší typy kruhů osazované do olova nesplňují normu (ČSN EN 959 Horolezecká výzbroj – Zavrtávané skoby – Bezpečnostní požadavky a zkoušení) z důvodu neodpovídajícího materiálu (pro fixní jištění požaduje norma definovaný nerezový materiál) a také nesplňují požadovanou nosnost při osovém zatížení. Přesto jsou klasické pískovcové kruhy (z cenových i praktických důvodů) stále používány zejména při prvovýstupech. Velikou výhodou je, že lze takový kruh ihned použít k jištění dalšího postupu.
Novější typy se osazují dle doporučené metodiky do betonové nebo chemické malty. Někteří výrobci dodávají i nerezové kruhy splňující (při použití doporučené chemické malty a schváleného technologického postupu) veškeré požadavky normy EN 959.
pískovcový borhák
Cca po roce 2000 se v některých pískovcových skalách objevují také pískovcové borháky, což je obdoba borháků do nepískovcových skal, tyto mají ale podle specifik jednotlivých pískovcových oblastí širší a delší dříky. Výhodou je snadnější cvakání karabiny ve stěnových cestách "sportovního charakteru". K prvovýstupům se někdy používají vyjímatelné pískovcové nýty (není třeba čekat na vytvrdnutí lepidla), které se po přelezení cesty nebo její části nahradí lepenými kruhy či háky..

## Minimální požadavky na stěnový pískovcový kruh dleČHS

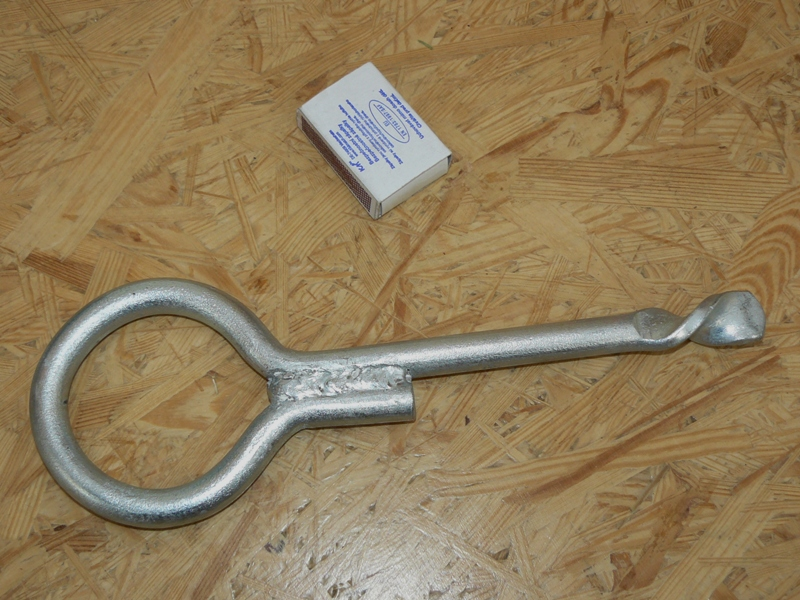
Slaňovací kruh

Část dříku vsazovaná do skály má na průřezu rozměry 20 x 30 mm, hlava dříku potom 20 x 40 mm. Všechny vnější hrany hlavy dříku musí být zaoblené nejméně R5. Zaoblení má za účel omezit riziko zachycení lana nebo těla padajícího lezce o hlavu dříku. Délka dříku kruhu se liší podle pevnosti pískovce v konkrétní oblasti. Tuto délku stanovuje příslušná vrcholová komise. Do měkčí skály se používají dříky delší a naopak. Kroužek kruhu má být vyroben z kulatiny o průměru 12 mm, vnitřní průměr kroužku po svaření je cca 60 mm. Menší průměr kulatiny nevyhovuje pevnostně, větší průměr zbytečně namáhá karabinu (většina karabin v expreskách je konstruovaná na lano o průměru 12 mm). Otvor v hlavě dříku musí mít průměr min. 16 mm, jinak hrozí utažení kroužku vlivem deformace při zatloukání nebo dlouhodobém působení koroze. Materiál dříků (dle ČSN) 11375, materiál kroužku buď 11375 nebo 11523. Ke každé dodávce materiálu je nutno mít hutní atest (který vydá každý seriozní dodavatel). Svařování kroužku musí provádět svářeč se příslušnou státní zkouškou. O svařování každé série musí být vystaven protokol. Kruh musí být označen značkou výrobce a číslem série. Dokumentaci je povinen archivovat výrobce .